# 52 Dywizja Strzelców
52 Dywizja Strzelców – związek taktyczny piechoty Armii Czerwonej okresu wojny domowej w Rosji i wojny polsko-bolszewickiej.

## Formowanie i walki
52 Dywizja Strzelców została sformowana latem 1918 w Moskwie z Polaków przebywających w tym mieście. Początkowo nosiła nazwę Zachodnia Dywizja Piechoty a od września 1918 Zachodnia Dywizja Strzelecka.  Wchodziła w skład Armii Zachodniej i Armii Litewsko-Białoruskiej. Według planów władz bolszewickich miała być pierwszą jednostką polskiej Armii Czerwonej. W listopadzie 1918 wkroczyła na tereny Białorusi za cofającymi się oddziałami niemieckimi. Jej pułki zajęły Mołodeczno, Lidę, Baranowieże, Wołkowysk i Grodno. W lutym 1919 dywizja zetknęła się z oddziałami Wojska Polskiego. W walkach toczonych od marcia do sierpnia 1919 poniosła bardzo wysokie straty. W dywizji zdarzały się bardzo częste przypadki dezercji. Od lipca 1919 nosiła nazwę 52 Dywizji Strzeleckiej. We wrześniu i październiku 1919 walczyła w rejonie Borysowa, a w  listopadzie pod Leplem. Na skutek strat i „zdemorelizowania” została wycofana z frontu, uzupełniona i wysłana na południe.
Do 9 czerwca 1919 pod nazwą Dywizja Zachodnia  w składzie Armii Zachodniej Frontu Zachodniego. Następnie w składzie 16 Armii Nikołaja Sołłohuba.
Pod koniec sierpnia 1919 liczyła 3195 bagnetów, 111 szabel, 76 km, 37 dział.

## Dowódcy dywizji
- J.M. Makowski (I – II 1919)[1]
- Roman Łągwa (II – IX 1919)[1]
- I.I. Raudmiec (IX 1919 – V 1920)[1]

## Struktura organizacyjna
- dowództwo dywizji
- 154 Brygada Strzelców
  - 461 pułk strzelców
  - 462 pułk strzelców
  - 463 pułk strzelców
- 155 Brygada Strzelców
  - 464 pułk strzelców
  - 465 pułk strzelców
  - 466 pułk strzelców
- 156 Brygada Strzelców
  - 467 pułk strzelców
  - 468 pułk strzelców
  - 469 pułk strzelców